# Ernst Horn
Ernst Horn (Monaco di Baviera, 1949) è un musicista e compositore tedesco, noto per essere tra i fondatori dei gruppi musicali Deine Lakaien, Qntal e Helium Vola.
Horn ha studiato musica classica a Monaco, Friburgo in Brisgovia e Amburgo ed è stato direttore dei teatri statali di Karlsruhe e Oldenburg. È stato anche direttore e pianista del teatro di stato bavarese di Monaco. Nel 1985 ha abbandonato la carriera in abito teatrale per dedicarsi completamente alla composizione, specializzandosi nel campo della musica elettronica.
È diventato celebre grazie al gruppo dei Deine Lakaien, da lui fondato insieme ad Alexander Veljanov, la cui popolarità ha ben presto superato i confini dei paesi germanofoni. Ha avuto un certo successo anche con gli altri gruppi da lui fondati, Qntal ed Helium Vola, con cui ha proposto musica neo medievale di sua composizione.
Horn è inoltre un compositore di musiche per drammi e sceneggiati radiofonici.

## Discografia solista
- 1991: Skies over Baghdad
- 1998: Johnny Bumms wake
- 2003: Lili Marleen, Baghdad 2/91